# 貝肯翠站
貝肯翠站（英語：Becontree tube station）是倫敦地鐵的一個車站，位於倫敦東北部巴金-達格納姆區的貝肯翠地區。貝肯翠站是區域線的車站，位於倫敦第5收費區。車站開通於1926年。